# Boghești
Bogheşti é uma comuna romena localizada no distrito de Vrancea, na região de Moldávia. A comuna possui uma área de 52.25 km² e sua população era de 1752 habitantes segundo o censo de 2007.